# Thomas Lee Wright
Thomas Lee Wright é um cineasta estadunidense. Foi indicado ao Oscar de melhor documentário de curta-metragem na edição de 2018 pelo trabalho na obra Edith+Eddie, ao lado de Laura Checkoway.

## Filmografia
- 2017: Last Flag Flying
- 2017: Edith+Eddie
- 2016: Big Sonia
- 2015: In Utero
- 2013: Finding Hillywood
- 2013: The Long Ride Home
- 2012: To Them That's Gone
- 2007: Battle in Seattle
- 2000: Trade Off
- 1993: Eight-Tray Gangster: The Making of a Crip
- 1991: New Jack City
- 1990: The Last of the Finest